# Lago Baker
El lago Baker (en inglés: Baker Lake; en inuktitut, Qamani’tuaq, que significa «donde el río se ensancha») es un lago de la zona ártica de Canadá, localizado en la región de Kivalliq, en el Territorio Autónomo de Nunavut. Es alimentado por el río Thelon, desde el oeste, y por el río Kazan desde el sur. Desagua por su lado este a través de una red de canales y pequeñas islas que lo separan del Chesterfield Inlet, un brazo marino localizado en la parte noroccidental de la bahía de Hudson.  El lago tiene una superficie de 1.887 km². Tiene varias bahías con nombre y algunas islas.
La aldea inuit homónima (Baker Lake, en inglés) tenía 1 728 habitantes en 2006 y 2069 habitantes en 2021. Está situada en el extremo occidental del lago, cerca de la desembocadura del río Thelon, y cuenta con un pequeño aeropuerto, el Aeropuerto de Baker Lake, operado por el gobierno de Nunavut, que permite acceder a otros lugares más al norte del ártico canadiense.
A pesar de que los inuit llevaban viviendo en la zona desde hacía algún tiempo, la primera presencia externa fue un puesto de la Real Policía Montada de Canadá, localizado en el extremo este del lago en 1915, que fue seguido en 1916 por otro puesto de la Compañía de la Bahía de Hudson establecido en el delta del río Kazan hasta 1930, cuando se trasladó a la ubicación actual.
La comunidad recibió su nombre inglés en 1761, cuando el capitán William Christopher quiso honrar a Sir William Baker, undécimo gobernador de la Compañía de la Bahía de Hudson (1760-70).

## Fauna
En torno al lago viven manadas de caribúes Beverly y Qamanirjuaq, así como otros animales salvajes propios de las zonas árticas del norte de Canadá.[cita requerida]